# Gare d'Artenay
La gare d'Artenay est une halte ferroviaire française de la ligne de Paris-Austerlitz à Bordeaux-Saint-Jean, située sur le territoire de la commune d'Artenay, dans le département du Loiret, en région Centre-Val de Loire.
C'est une halte voyageurs de la Société nationale des chemins de fer français (SNCF) desservie par les trains du réseau TER Centre-Val de Loire.

## Situation ferroviaire
Établie à 123 mètres d'altitude, la gare d'Artenay est située au point kilométrique (PK) 101,531 de la ligne de Paris-Austerlitz à Bordeaux-Saint-Jean, entre les gares de Château-Gaillard et de Chevilly.

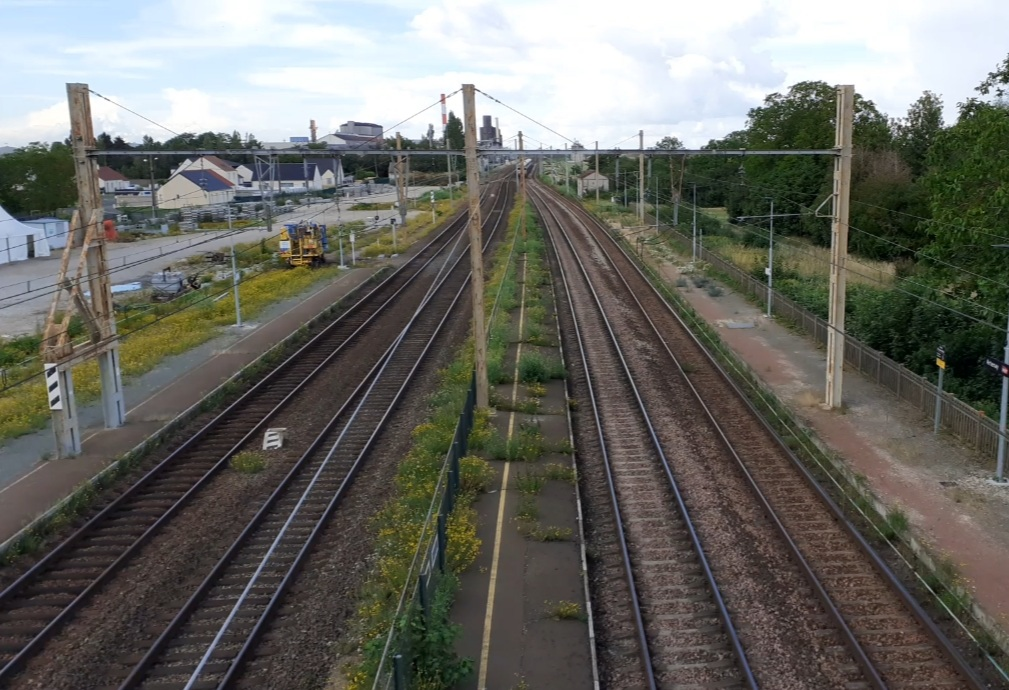
Le faisceau de voies.

## Histoire
La gare est ouverte le 5 mai 1843. Le bâtiment voyageurs existe toujours mais il est désaffecté.

### Fréquentation
De 2015 à 2021, selon les estimations de la SNCF, la fréquentation annuelle de la gare s'élève aux nombres indiqués dans le tableau ci-dessous.
| Année     | 2015   | 2016   | 2017   | 2018   | 2019   | 2020   | 2021   |
| --------- | ------ | ------ | ------ | ------ | ------ | ------ | ------ |
| Voyageurs | 61 368 | 60 534 | 62 856 | 62 685 | 71 415 | 60 524 | 74 019 |

## Service des voyageurs

### Accueil
Halte SNCF, c'est un point d'arrêt non géré (PANG) disposant de panneaux d'informations, d'abris de quais et d'un distributeurs de titres de transport TER.
Elle est équipée de deux quais centraux et de deux quais latéraux qui sont encadrés par quatre voies. Le changement de quai se fait par une passerelle.

### Desserte
Artenay est desservie par des trains TER Centre-Val de Loire (ligne Paris - Orléans), à raison de sept allers et six retours. Les trajets sont assurés par des rames tractées Corails, mais de plus en plus par les nouvelles rames Z 56700 dites "Omnéo Premium". Le temps de trajet est d'environ 1 heure 14 minutes depuis Paris-Austerlitz et 23 minutes depuis Orléans.

### Intermodalité
Un parc pour les vélos et un parking pour les véhicules y sont aménagés.

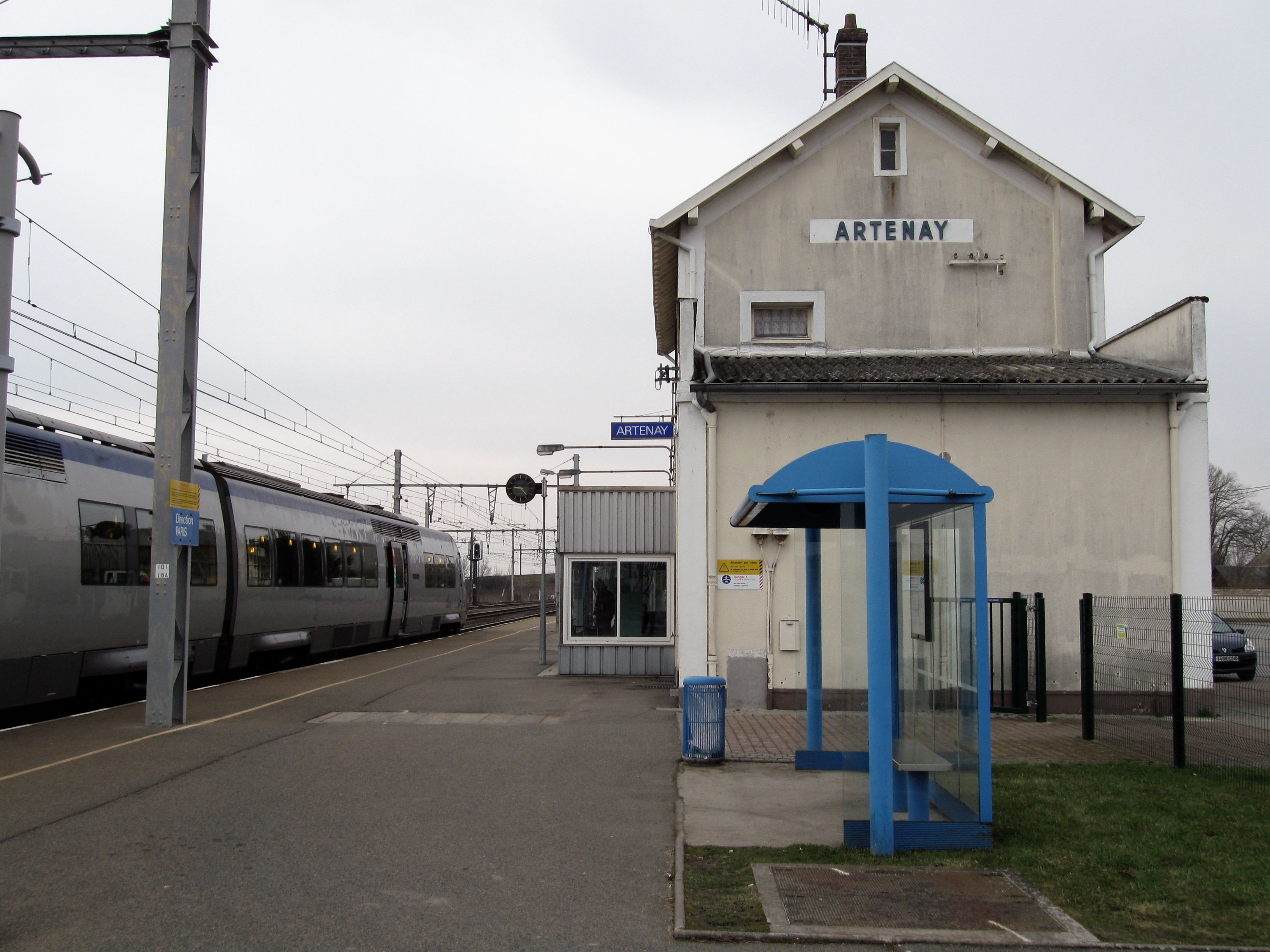
Desserte TER.
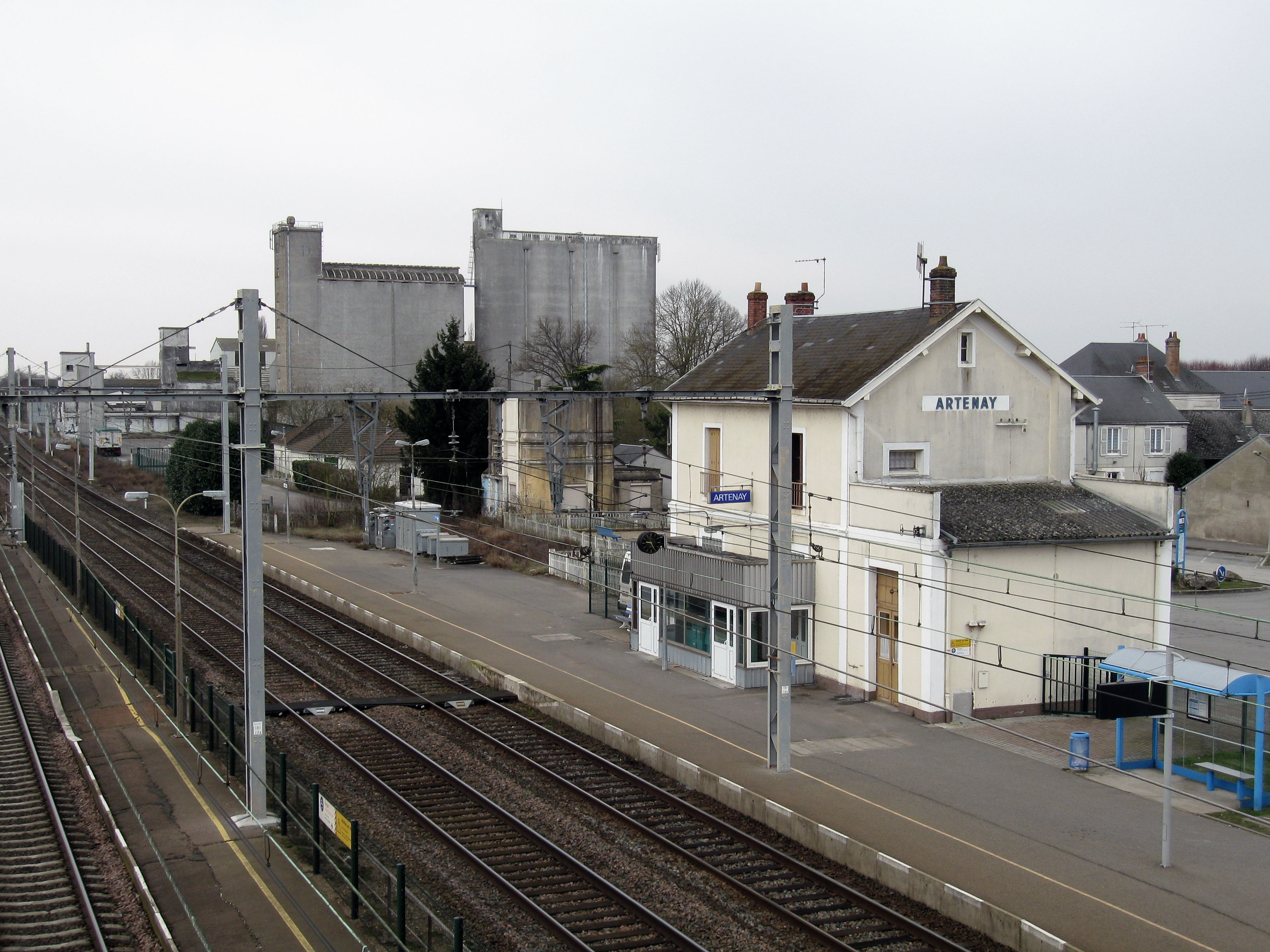
Vue d'ensemble de la halte.

## Service des marchandises
Cette gare est ouverte au trafic du fret.
L'entreprise Axéréal, embranchée près de la gare, expédie régulièrement des trains complets de céréales destinées à l'exportation pour le monde entier, via le port de Rouen, à raison d'une soixantaine de trains par an.